# アンヘル・アステカ
アンヘル・アステカ（Ángel Azteca）のリングネームで知られるホアン・マヌエル・ズニガ（Juan Manuel Zúñiga、1963年6月24日 - 2007年3月18日）は、メキシコのルチャドール（男性プロレスラー）。

## 来歴
エクトール・ロペスの指導の受け、1980年にデビューした。1988年よりアンヘル・アステカを覆面レスラーになる。EMLL（現在のCMLL）を拠点としアトランティスとの息のあったコンビで活躍、1992年にAAA入り。一度CMLLに戻ったがその後インディーマットを転戦した。
2007年に心臓発作で死去。
現在アンヘル・アステカ・ジュニアというレスラーがいるが血縁関係不明。

## 得意技
- アームドラッグ
- ハリケーンラナ

## 獲得タイトル
- AAA世界トリオ王座
- メキシコナショナルクルーザー級王座
- メキシコナショナルタッグ王座
- メキシコナショナルウエルター級王座
- NWA世界ミドル級王座
- ラグナライト級王座
- アレナビクトリアタッグ王座